# Isaj Dobrowen
Isaj Dobrowen (ros. Исай Александрович Добровейн, Isaj Aleksandrowicz Dobrowejn; ur. 15 lutego?/27 lutego 1891 w Niżnym Nowogrodzie, zm. 9 grudnia 1953 w Oslo), właściwie Icchok Zorachowicz Barabiejczik (ros. Ицхок Зорахович Барабейчик) – kompozytor pochodzenia rosyjskiego, dyrygent i pianista.
Studiował w Konserwatorium Moskiewskim w klasie fortepianowej Konstantina Igumnowa (1901–1911) oraz w Wiedniu u Leopolda Godowskiego (1911–1912). Od 1917 roku zatrudniony w Konserwatorium Moskiewskim. Jako dyrygent debiutował w 1919 roku w Teatrze Bolszoj w Moskwie. Od początku lat 20. występował poza granicami Związku Radzieckiego. W 1922 roku we współpracy z Fritzem Buschem dał w Dreźnie premierowy niemiecki pokaz opery Modesta Musorgskiego Borys Godunow. Występował m.in. w Wiedniu, Sofii, Oslo, San Francisco, Budapeszcie i Göteborgu. Od 1941 do 1945 roku prowadził Operę Królewską w Sztokholmie.
Jako dyrygent propagował muzykę rosyjską, m.in. od 1948 roku wystawiając opery twórców rosyjskich na deskach La Scali. Skomponował m.in. koncert fortepianowy, trzy sonaty fortepianowe, dwie sonaty skrzypcowe, pieśni i operę La mille e una notte (wystawiona w 1922 r. w Moskwie).